# Евдокимов, Михаил Владимирович
Михаил Владимирович Евдокимов (5 октября 1980, Ульяновка, Ленинградская область — 1 марта 2000, Шатойский район, Чечня) — гвардии рядовой Вооружённых Сил Российской Федерации, участник антитеррористических операций в период Второй чеченской войны, погиб при исполнении служебных обязанностей во время боя 6-й роты 104-го гвардейского воздушно-десантного полка у высоты 776 в Шатойском районе Чечни.

## Биография
Михаил Владимирович Евдокимов родился 5 октября 1980 года в посёлке Ульяновка Тосненского района Ленинградской области. Окончил Саблинскую железнодорожную школу № 29. 18 ноября 1998 года Евдокимов был призван на службу в Вооружённые Силы Российской Федерации Тосненским районным военным комиссариатом Ленинградской области. Получил военную специальность санитара, после чего был направлен для дальнейшего прохождения службы в 6-ю роту 104-го гвардейского воздушно-десантного полка.
С началом Второй чеченской войны в составе своего подразделения гвардии рядовой Михаил Евдокимов был направлен в Чеченскую Республику. Принимал активное участие в боевых операциях. С конца февраля 2000 года его рота дислоцировалась в районе населённого пункта Улус-Керт Шатойского района Чечни, на высоте под кодовым обозначение 776, расположенной около Аргунского ущелья. 29 февраля — 1 марта 2000 года десантники приняли здесь бой против многократно превосходящих сил сепаратистов — против всего 90 военнослужащих федеральных войск, по разным оценкам, действовало от 700 до 2500 боевиков, прорывавшихся из окружения после битвы за райцентр — город Шатой. Вместе со всеми своими товарищами он отражал ожесточённые атаки боевиков Хаттаба и Шамиля Басаева, не дав им прорвать занимаемые ротой рубежи. В том бою гвардии рядовой Михаил Евдокимов пытался спасти раненых, вытаскивая их прямо из-под обстрела. При спасении очередного бойца он был убит вражеским снайпером. Погибли также ещё 83 его сослуживца.
Похоронен на кладбище посёлка Ульяновка Тосненского района Ленинградской области.
Указом Президента Российской Федерации гвардии рядовой Михаил Владимирович Евдокимов посмертно был удостоен ордена Мужества.

## Память
- Имя Михаила Евдокимова присвоено скверу в посёлке Ульяновка[4].
- В сквере установлен памятный знак — гранитная плита с биографическими сведениями о Евдокимове[4].
- Бюст Евдокимову установлен около Саблинской средней общеобразовательной школы, в которой он учился[5].